# 去甲腎上腺素-多巴胺再吸收抑制劑

去甲腎上腺素的鍵線式結構

多巴胺的鍵線式結構

去甲腎上腺素-多巴胺再吸收抑制劑（NDRI）是一種藉由阻擋多巴胺轉運體（DAT）及去甲腎上腺素轉運體（NET）而達成作用的再吸收抑制劑。 它可使細胞膜外的多巴胺及去甲腎上腺素濃度增加，達到更多神經傳導。

## 用途
去甲腎上腺素-多巴胺再吸收抑制劑用於抑鬱症, ADHD, 猝睡症的治療，以及作為抗帕金森製劑.

## NDRI 清單

哌甲酯的鍵線式

此處僅列出對多巴胺轉運體（DAT）及去甲腎上腺素轉運體（NET）選擇性相對於血清素轉運體(SERT)較高的化合物，對三種轉運器都有抑制作用的參見:三重再攝取抑制劑
- 苯丙胺 (安非他命)
- 哌甲酯
- 亞甲基二氧吡咯戊酮
- 安非他酮
- 利非他明